# جلاء العیون

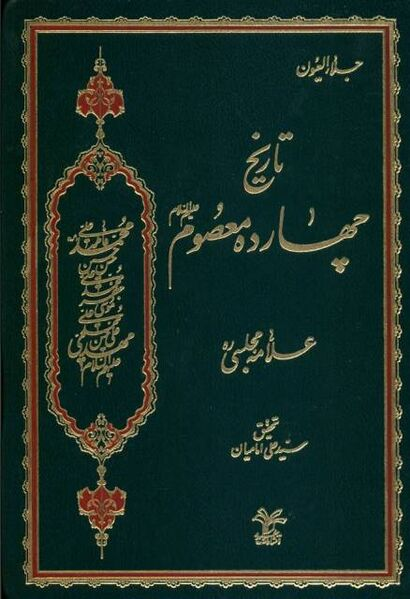
کتاب جلاء العیون

جلاء العیون کتابی به زبان فارسی، نوشته محمد باقر مجلسی (۱۰۳۷ق - ۱۱۱۰ق) دربارهٔ تاریخ زندگی چهارده معصوم در مذهب شیعه است. این کتاب در چهارده باب نگاشته شده که هر باب شامل فصول متعددی است. جلاء العیون با توجه به نگرش مؤلف آن کتابی اعتقادی - کلامی نیز قلمداد می‌گردد.
تاریخ نگارش کتاب، محرم ۱۰۸۹ق گفته شده است و آنچه علامه مجلسی در این اثر می‌آورد، مصیب اهل بیت و ثواب گریه و تأکید بر بخش تاریخ شهادت آنان است. از این رو ذکر می‌کند که چون اشک ریختن در مصائب پیشوایان دین، موجب جلای دیده‌های ظاهر و باطن مؤمنان می‌گردد، آن را «جلاء العیون» نامیده است.